# Lista de artistas e músicas participantes no Festival Eurovisão da Canção (U-Z)
Esta é uma lista que mostra todos os artistas e obras por país que concorrem ao Festival Eurovisão da Canção. Ao longo de 54 anos de Festival, foram apresentadas 1151 canções a concurso (incluindo 2009), num total de 57,55 horas de música (quase dois dias e meio seguidos de música).
| Ucrânia | 2003 2004 2005 2006 2007 2008 2009 | Ty-Zirka 2003 Ty-Zirka 2004 Ty-Zirka 2005 Ty-Zirka 2006 Ty-Zirka 2007 Ty-Zirka 2008 Ty-Zirka 2009 | Oleksandr Ponomaryov Ruslana GreenJolly Tina Karol Verka Serduchka Ani Lorak Svetlana Loboda | "Hasta La Vista" Wild Dances" Razom nas bahato (Разом нас багато)" Show Me Your Love" Dancing Lasha Tumbai" Shady Lady" "Be My Valentine" | Até à vista Danças Selvagens Juntos nós somos muitos Mostra-me o teu amor Dançando o lasha tumbai Dama Sombría Sê o meu Valentino (namorado) | inglês , Ucraniano inglês , Alemão, Ucraniano inglês | SF- - / F- 30 SF- 256 / F- 280 SF- - / F- 30 SF- 146 / F- 145 SF- - / F- 235 SF- 152 / F- 230 SF- - / F- - | SF- - / F- 14º SF- 2º / F- 1º SF- - / F- 19º SF- 7º / F- 7º SF- - / F- 2º SF- 1º / F- 2º SF- - / F- - |